# Szłojme Etinger

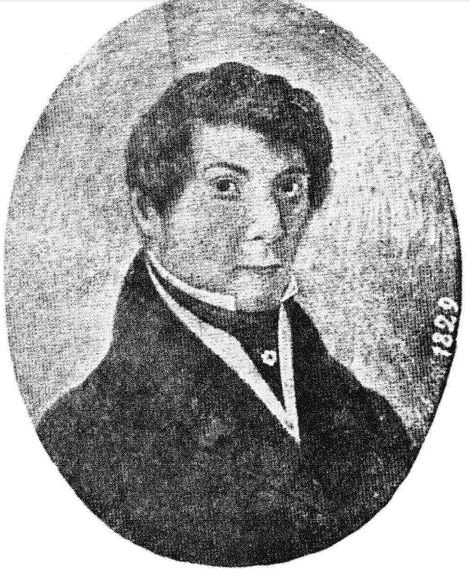
Jedyny zachowany wizerunek S. Ettingera, autorstwa Arnolda Żelinskiego

Szłojme Etinger  (jid. ‏שלמה עטינגער‎; ur. ok. 1800, może w 1803, w Warszawie, zm. 1856 w Zamościu ) – żydowski poeta i dramatopisarz tworzący w języku jidysz, pionier haskali, lekarz. Był pierwszym twórcą nowoczesnej literatury żydowskiej w Polsce. Pisał m.in. wierszowane bajki, ballady, epigramaty, dramaty. W jego twórczości widoczne są wyraźne elementy satyryczne.

## Życiorys
Urodził się prawdopodobnie w roku 1803 w Warszawie. Został wcześnie osierocony i jego wychowaniem zajął się wuj Mendel Etinger, będący rabinem w Łęcznej . W wieku 15 lat ożenił się z czternastoletnią wówczas Goldą Gold, przenosząc się jednocześnie do domu teściów w Zamościu. Żona, z którą miał w sumie siedmioro dzieci, prowadziła sklep z wyrobami szklanymi, ale interes nie szedł zbyt dobrze. Etinger próbował sił w handlu w Odessie, ale bez powodzenia, przeniósł się zatem do Lwowa.
We Lwowie w latach 1825–1830 studiował medycynę. Tam też wykształcił się ostatecznie jego talent literacki i malarski, choć pierwsze próby artystyczne podejmował już wcześniej . Po powrocie do Zamościa bezskutecznie starał się nostryfikować swój dyplom w Rosji. Pozwolono mu praktykować wyłącznie w trakcie epidemii cholery w 1831 roku, poza tym czynił to półlegalnie .
Wyjazdy do Warszawy (1833) i Charkowa (1846) przyniosły mu tylko dalsze rozczarowania. Jednak wśród pacjentów i przyjaciół zyskał rozgłos ze względu na swój humor, dobre serce i skłonność do opowiadania dowcipów.
W roku 1846 wyjechał z Zamościa i przeniósł się do pobliskiego Żdanowa, gdzie bez powodzenia próbował gospodarować na roli. Spędził tam ostatnie lata swojego życia. Zmarł w Zamościu 31 grudnia 1856 roku .

## Twórczość literacka

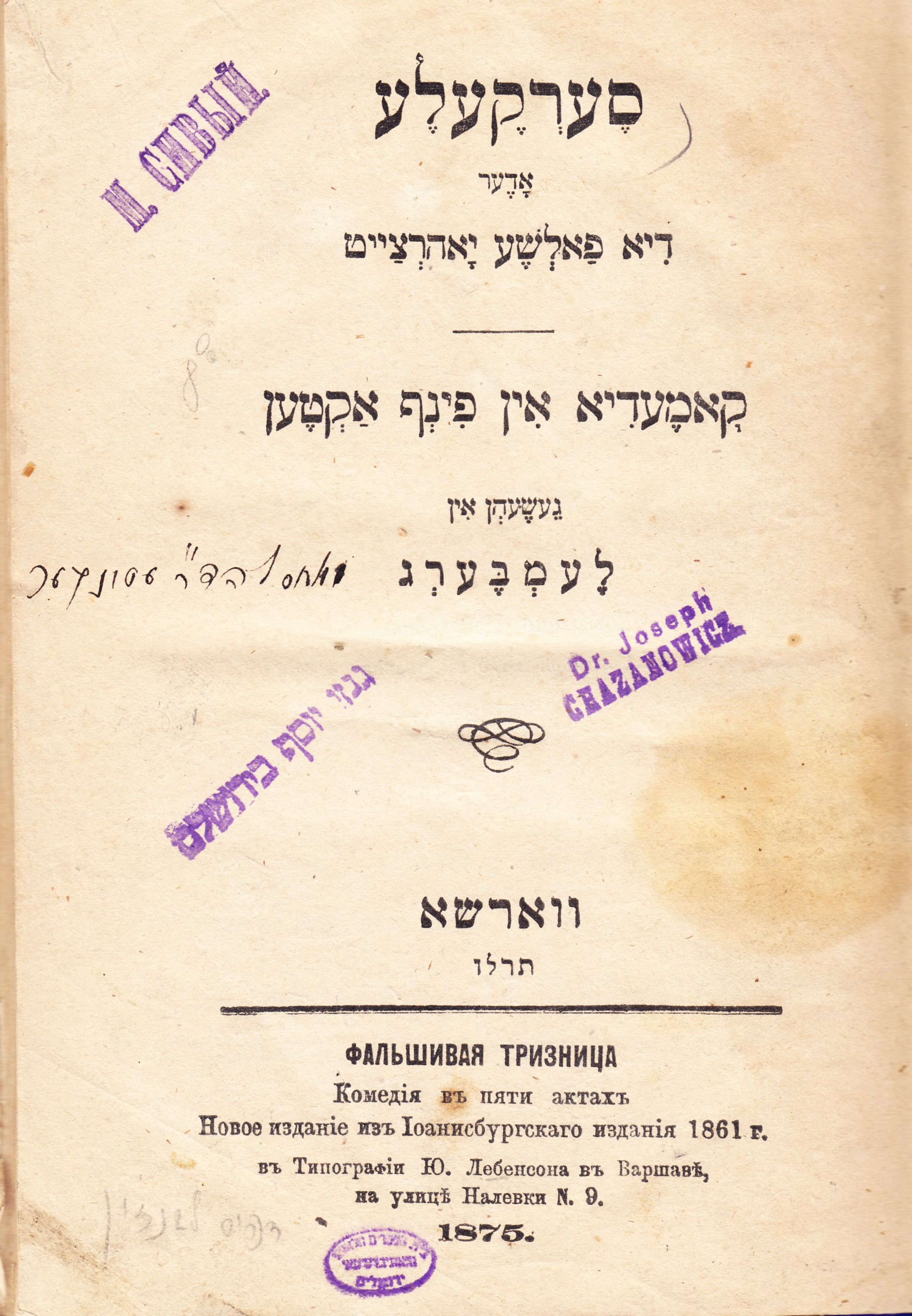
Strona tytułowa komedii Serkele (Warszawa 1875)

Pierwsze próby pisarskie Etingera pochodzą jeszcze sprzed jego pobytu we Lwowie, ale to dopiero tam ujawnił się jego talent . To właśnie podczas studiów zaczął pisać bajki oraz swój najsłynniejszy utwór – dramat Serkele (jid. ‏סערקעלע‎, Sarusia). W roku 1837 i 1847 Etinger podjął próby publikacji swoich utworów, uzyskał nawet zgodę cenzury, ale ze względu na konieczność sporych skreśleń zrezygnował z druku. Ostatecznie za jego życia nie ukazała się „ani jedna linijka jego twórczości”, utwory jego krążyły co najwyżej w odpisach (często niedokładnych) oraz w wersjach ustnych .
Dorobek pisarski Ettingera, niemal w całości w języku jidysz, obejmuje bajki, opowiastki, ballady, satyry, wiersze, epigramaty. Widoczne są w nim wpływy literatury oświecenia (m.in. G. E. Lessinga, N. Lenaua, J. de La Fontaine’a), a ponadto – po raz pierwszy w literaturze jidysz – wpływy polskie (m.in. I. Krasickiego). Najważniejszym i najbardziej znanym jego utworem jest wspomniana komedia Serkele .
„Dzieła zebrane” Etingera zawierają oprócz utworów jidyszowych także trzy krótkie wiersze po niemiecku.